# Vida artificial

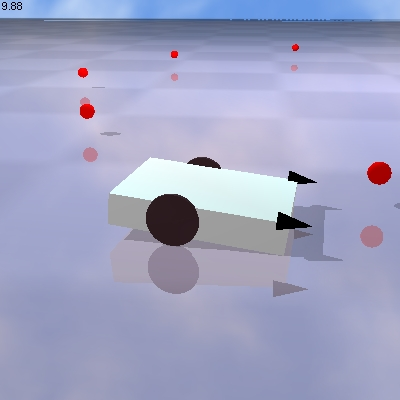
Simulación de un vehículo de Braitenberg, programado en breve, un simulador de vida artificial.

La vida artificial es un campo de investigación que tiene como objeto de estudio la investigación de la vida y los sistemas artificiales que exhiben propiedades similares a los seres vivos, a través de modelos de simulación. El científico Christopher Langton fue el primero en utilizar el término a fines de la década de 1980 cuando se celebró la "Primera Conferencia Internacional de la Síntesis y Simulación de Sistemas Vivientes" (también conocido como Vida Artificial I) en Laboratorio Nacional de Los Álamos en 1987. Existen tres tipos principales de vida artificial, nombrados de acuerdo con su enfoque: soft, con un enfoque en el software; hard, con un enfoque en el hardware; y wet, con un enfoque en la bioquímica.
El área de vida artificial es un punto de encuentro para gente de otras áreas más tradicionales como lingüística, física, matemáticas, filosofía, psicología, ciencias de la computación, biología, antropología y sociología en las que sería inusual que se discutieran enfoques teóricos y computacionales. Como área, tiene una historia controvertida; John Maynard Smith criticó ciertos trabajos de vida artificial en 1995 calificándolos de "ciencia sin hechos", y generalmente no ha recibido mucha atención de parte de biólogos. Sin embargo, la reciente publicación de artículos sobre vida artificial en revistas de amplia difusión, como Science y Nature son evidencia de que las técnicas de vida artificial son cada vez más aceptadas por los científicos, al menos como un método de estudio de la evolución.

## Aplicaciones
Las aplicaciones de la vida artificial se pueden encontrar en alguno de estos casos:
- Los sistemas complejos adaptativos, que han dado paso a una nueva generación de sistemas expertos, que son capaces de aprender y evolucionar.
- Los autómatas celulares, que imitan funciones de los organismos celulares en programas complejos, aplicando el conocimiento biológico de los mismos a principios prácticos de organización en sistemas de cómputo.
- Los agentes autónomos, que son cada día más usados en aplicaciones de búsqueda.
- En el conocimiento de comportamientos adaptativos, para el desarrollo de robots adaptativos.

En algunos campos de aplicación de la vida artificial se plantean dos tipos de simulaciones, basadas en el mundo real, las cuales ayudan a la toma de decisiones. Estas son:
- La primera de ellas, se centra en los aspectos de "más alto nivel" en cada problema, utilizando fórmulas y reglas, o hechos históricos, que ayudan a la toma de decisiones. Un ejemplo de esto pueden ser las fórmulas del tiro parabólico, ya que estas pueden entenderse como modelos de simulación.
- La segunda pone atención en los aspectos de "más bajo nivel", mediante fórmulas o reglas. Una de las ventajas de este tipo de simulaciones es que sus características son más sencillas, ya que suelen ser más fáciles de detectar los aspectos de bajo nivel que aquellos de alto nivel.

## Vida artificial basada en software

### Técnicas utilizadas
Autómatas celulares.
Redes neuronales.

### Simuladores populares
A continuación se muestra un listado de simuladores populares utilizados en el ámbito de la vida artificial por software.
| Nombre                        | Técnica utilizada                    | Iniciado  | Terminado                                         |
| ----------------------------- | ------------------------------------ | --------- | ------------------------------------------------- |
| Avida                         | ADN ejecutable                       | 1993      | en desarrollo                                     |
| Neurokernel                   | Geppetto                             | 2014      | en desarrollo                                     |
| Creatures                     | red neuronal / simulación bioquímica | 1996-2001 | Aún en desarrollo por seguidores de este proyecto |
| Critterding                   | red neuronal                         | 2005      | en desarrollo                                     |
| Darwinbots                    | ADN ejecutable                       | 2003      | en desarrollo                                     |
| DigiHive                      | ADN ejecutable                       | 2006      | 2009                                              |
| DOSE                          | ADN ejecutable                       | 2012      | en desarrollo                                     |
| EcoSim                        | Mapa cognitivo difuso                | 2009      | en desarrollo                                     |
| Evolve 4.0                    | ADN ejecutable                       | 1996      | Antes de noviembre de 2014                        |
| Framsticks                    | ADN ejecutable                       | 1996      | en desarrollo                                     |
| Noble Ape                     | red neuronal                         | 1996      | en desarrollo                                     |
| OpenWorm                      | Geppetto                             | 2011      | en desarrollo                                     |
| Polyworld                     | red neuronal                         | 1990      | en desarrollo                                     |
| Primordial Life               | ADN ejecutable                       | 1994      | 2003                                              |
| ScriptBots                    | ADN ejecutable                       | 2010      | en desarrollo                                     |
| TechnoSphere                  | módulos                              | 1995      | NA                                                |
| Tierra                        | ADN ejecutable                       | 1991      | 2004                                              |
| 3D Virtual Creature Evolution | red neuronal                         | 2008      | NA                                                |